# Bear claw
 (janvier 2024).
Pour les articles homonymes, voir Patte d'ours (homonymie).

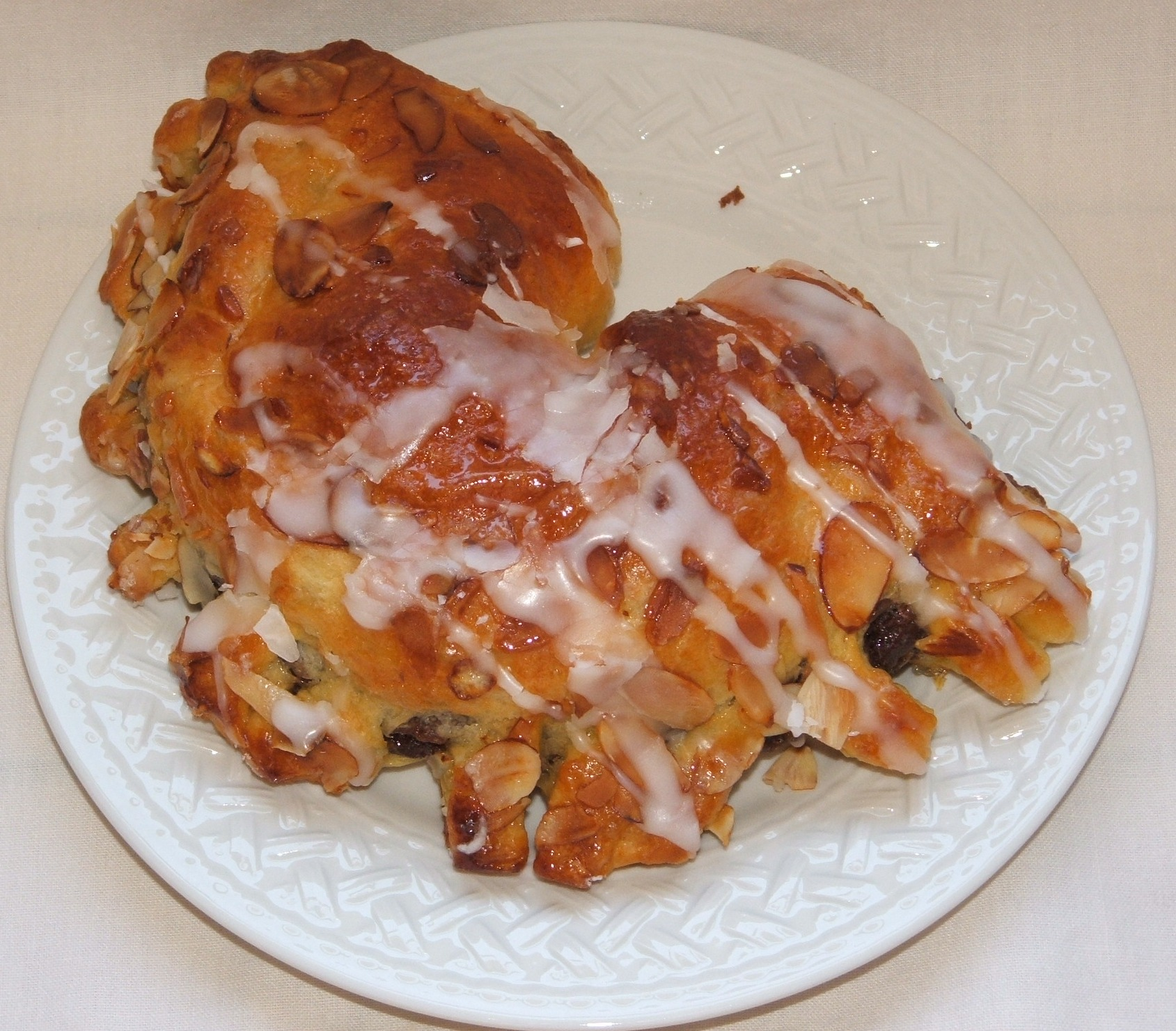
Une bear claw

La bear claw (en français : griffe d'ours) aussi appelée bear paw (patte d'ours) est une pâtisserie ou viennoiserie fourrée aux amandes.

## Histoire et origines
La première occurrence attestée du nom bear claw pour une pâtisserie de ce type date de mars 1914 vendue dans la boulangerie allemande The German Bakery à Sacremento aux États-Unis,.
Au Danemark, une pâtisserie similaire est connue sous le nom de kamme (littéralement nid d'abeille),.
La patte d'ours aurait été créée en 1982 par la boulangerie Saïfie à Mont-Saxonnex en Haute-Savoie,. 

## Forme de la pâtisserie
La bear claw est en forme de patte d'ours.